# Adolphe Bischoff
Adolphe Bischoff, né à Courtrai le 1802 et mort à Bruxelles en 1864, est un homme politique belge.

## Fonctions et mandats
- Premier échevin de Courtrai
- Membre du Congrès national : 1830-1831

## Sources
- Carl BEYAERT, Biographies des membres du Congrès national, Brussel, 1930, p. 39
- Andries VAN DEN ABEELE, De Kortrijkse vrijmetselaarsloge 'L'Amitié', Kortrijk, 1989